# Биевское
Биевское (укр. Біївське) — село в Мельниковском сельском совете Валковского района Харьковской области Украины.
Код КОАТУУ — 6321284003.
Присоединено к селу Великая Губщина в 1997 году .

## Географическое положение
Село Биевское находится на правом берегу реки Грушевая,
примыкает к селу Мельниково.

## История
- 1997 — присоединено к селу Великая Губщина [1].